# 五台子山城
五台子山城位于中华人民共和国吉林省四平市伊通满族自治县西北景台镇五台子村东南的城子山山顶，是一处春秋战国时代的一座古城遗址，是吉林省目前发现的最早的古城遗址。
山城是2009年第三次全国文物普查期间发现，山城整体保存较好，山城外，环沟式城垣周长480米，面积约1.6万平方米。遗址内出土有鼎、鬲、壶、罐、钵等可辨器形。陶器均为手制，素面无纹饰。五台子山城是吉林省目前发现最早的古城遗址，它的发现使吉林省的古城历史向前推进了数百年。五台子山城入选了吉林省第三次全国文物普查“十大新发现”。
五台子山城在2014年被公布为第七批省级重点文物保护单位。